# Wellington Salgado
Wellington Salgado de Oliveira (Rio de Janeiro, 24 de fevereiro de 1958) é um político e educador brasileiro.

## Formação
É formado em pedagogia pela Universidade Federal Fluminense, na qual também se especializou em Administração de Sistemas Educacionais. É doutor em Educação à Distância pela Universidade Nacional de Educação a Distância (UNED) de Madri. É dono da empresa da família  Associação Salgado de Oliveira de Educação e Cultura - ASOEC, mantenedora da Universidade Salgado de Oliveira - com sede em São Gonçalo e também do Centro Universitário do Triângulo (UNITRI), com sede em Uberlândia - MG. É também dono das redes de rádio Mania e Vitoriosa, e das TVs Goiânia, Universo e Vitoriosa.

## Vida política
Wellington Salgado é filiado ao PMDB da cidade de Uberlândia. Foi um dos principais doadores da campanha que elegeu Hélio Costa senador pelo estado de Minas Gerais em 2002, sendo também seu primeiro suplente. Quando o senador fora nomeado ministro das Comunicações pelo presidente Lula, em julho de 2005, Salgado de Oliveira assumiu a titularidade do mandato em 11 de julho de 2005. Em 2006 assumiu as lideranças do partido e do Bloco da Maioria, substituindo o senador Ney Suassuna, que havia se licenciado. Participou da Comissão de Educação - da qual já foi presidente; da Comissão de Relações Exteriores e Defesa Nacional e das Subcomissões de Cinema, Teatro e Comunicação Social; e de Ciência e Tecnologia. É suplente das Comissões de Assuntos Sociais; de Assuntos Econômicos; de Agricultura e Reforma Agrária; de Serviços de Infra-estrutura; e de Constituição, Justiça e Cidadania. De sua produção parlamentar se destacam aos assuntos Educação, Ciência, Tecnologia e Inovação. É também titular das CPI's do Apagão Aéreo e das ONG's.

## Questões Políticas
Liderou em 2007 o grupo de políticos em defesa da não-cassação do mandato do senador, e então presidente do Senado brasileiro, Renan Calheiros, tendo inclusive sido relator no Conselho de Ética do caso em questão. Na votação de setembro daquele ano declarou abertamente seu voto contra a cassação do político. Também no mesmo mês negociou deliberadamente por vagas no segundo e terceiro escalão do governo para que, em troca disso, votasse a favor da prorrogação da cobrança da CPMF.

## A "Questão Universo"
Wellington Salgado possui contra si uma Ação Popular que tramita pelo Tribunal Regional Federal. Dentre outras denúncias apontadas no processo, consta que a UNIVERSO recebeu em 1996 de forma irregular (comodato) um terreno em Goiânia para a construção do campus da universidade. O terreno fora cedido por Renan Calheiros quando este era presidente da CNEC (Campanha Nacional de Escolas Comunidade), entidade filantrópica que recebe recursos da União. A instituição também fora proibida de abrir novas unidades fora do Rio de Janeiro.

## Comissão de Ciência, Tecnologia, Inovação, Comunicação e Informática do Senado Federal
Wellington Salgado foi o criador e primeiro Presidente da Comissão de Ciência, Tecnologia, Inovação, Comunicação e Informática do Senado Federal criada em 2007. 